# Boston Society of Film Critics Award per il miglior montaggio
Il Boston Society of Film Critics Award per il miglior montaggio (BSFC Award for Best Editing) è un premio assegnato annualmente dal 2008 dai membri del Boston Society of Film Critics al miglior montaggio di un film distribuito negli Stati Uniti nel corso dell'anno.

## Albo d'oro

### Anni 2000
- 2008: Chris Dickens - The Millionaire (Slumdog Millionaire)
- 2009: Chris Innis e Bob Murawski - The Hurt Locker

### Anni 2010
- 2010: Andrew Weisblum - Il cigno nero (Black Swan)
- 2011: Christian Marclay - The Clock
- 2012: William Goldenberg e Dylan Tichenor - Zero Dark Thirty
- 2013: Daniel P. Hanley e Mike Hill - Rush
- 2014: Sandra Adair - Boyhood
- 2015: Margaret Sixel - Mad Max: Fury Road
- 2016: Tom Cross - La La Land
- 2017: David Lowery - Storia di un fantasma (A Ghost Story)
- 2018: Tom Cross - First Man - Il primo uomo (First Man)
- 2019: Thelma Schoonmaker - The Irishman

### Anni 2020
- 2020: Robert Frazen - Sto pensando di finirla qui (I'm Thinking of Ending Things)
- 2021: Affonso Gonçalves e Adam Kurnitz - The Velvet Underground[2][3]
- 2022[4][5][6]
  - Blair McClendon – Aftersun
  - Kim Sang-bum – Decision to Leave (헤어질 결심)
- 2023: Thelma Schoonmaker – Killers of the Flower Moon[7][8]
- 2024: Marco Costa – Challengers